# Hervé Bléjean
Hervé Bléjean, né le 11 décembre 1963 à Toulon, est un militaire français. Vice-amiral d'escadre, il est directeur général de l'état-major de l'Union européenne du 30 juin 2020 au 24 juin 2023.

## Biographie

### Formation
Hervé Bléjean intègre l'École navale le 1er septembre 1984.

### Carrière militaire
À la fin de l'école d'application, Hervé Bléjean est affecté sur l'aviso-escorteur Victor Schoelcher en qualité de chef du service conduite nautique. L'année suivante, il devient officier en second du bâtiment d'expérimentation de la guerre des mines Thétis.
Du 13 juillet 1993 à juillet 1994, il a commandé le bâtiment école Léopard et la 20e DIVEC (Division École), en revenant d'officier d'échange aux États-Unis. Les divisions ont été dissoutes en juillet 1994. Ensuite, il a partagé sa carrière entre état-major et commandement de bâtiments de surface, il a entre autres commandé le Nivôse et la Jeanne d'Arc. Puis, il est parti au sein de l'OTAN où il a été l'adjoint du commandant de NAPLES, c'est un spécialiste des transmissions.
En septembre 2013 et jusqu’en août 2014, il est commandant adjoint de la force aéromaritime française de réaction rapide (FRMARFOR). Il assure le commandement de la « Combined Task Force » 150 de lutte contre le terrorisme en Océan Indien puis de la Task Force EUNAVFOR Atalante de lutte contre la piraterie dans la même zone. Il permettra ainsi l’appréhension en janvier 2014 des derniers présumés pirates arrêtés en Océan Indien.
Le 23 septembre 2017, Hervé Bléjean est élevé aux rang et appellation de vice-amiral d'escadre et devient amiral commandant la Force d'action navale (ALFAN), à compter du 31 août 2017,,.

### Directeur général de l'état-major de l'Union européenne
Par décret du 15 juin 2020, Hervé Bléjean est nommé directeur général de l'état-major de l'Union européenne à compter du 30 juin suivant,,. Dans ce cadre il dirige l'EUMAM Ukraine, opération de formation des armées ukrainiennes. Il quitte ses fonctions le 24 juin 2023.

## Grades militaires
- 1er novembre 1996 : capitaine de corvette[9].
- 7 juillet 2000 : capitaine de frégate[9].
- 18 décembre 2005 : capitaine de vaisseau[9].
- 7 juillet 2013 : contre-amiral[9].
- 22 juillet 2017 : vice-amiral[9]
- 23 décembre 2017 : vice-amiral d'escadre[9].

## Décorations
- Commandeur de la Légion d'honneur en 2020[10]
- Commandeur de l'ordre national du Mérite en 2017[11]
- Commandeur de l'ordre du Mérite maritime en 2022[12]
- Croix du combattant
- Médaille d'Outre-Mer
- Médaille de la Défense nationale, échelon or
- Médaille de reconnaissance de la Nation
- Médaille commémorative française